# Deutsche Bauzeitung

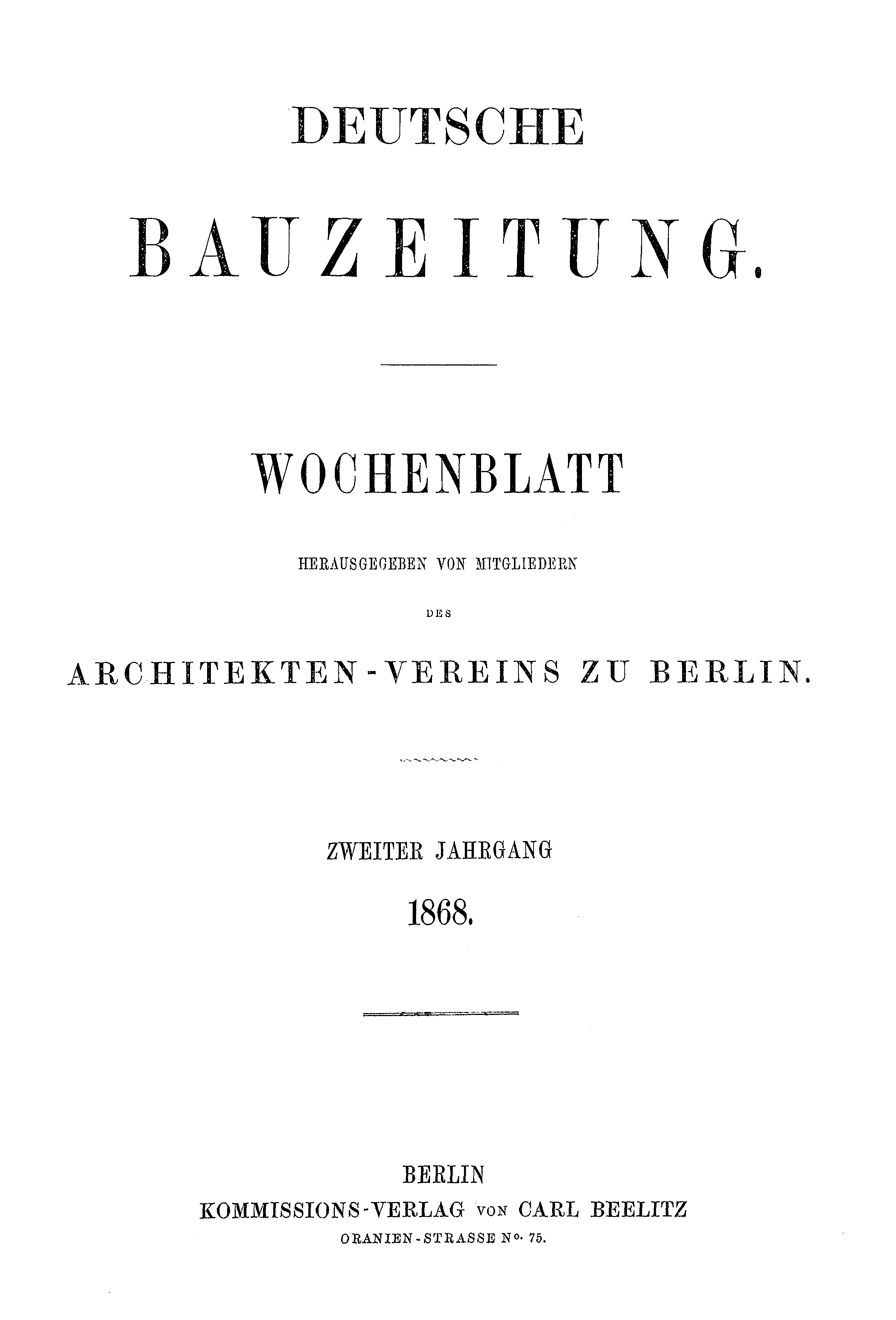

Die Deutsche Bauzeitung (heute: db deutsche bauzeitung) ist Deutschlands älteste Fachzeitschrift für Architekten und Bauingenieure. Gegründet wurde sie u. a. von Karl Emil Otto Fritsch, Wilhelm Böckmann und Hubert Göbbels.

## Geschichte
1866 reichte Hubert Göbbels als Mitglied des Architekten-Vereins zu Berlin einen Antrag ein, „ob nicht eine dauernde Verbindung zwischen den hiesigen und denjenigen Mitgliedern des Vereins, welche Berlin verlassen haben, etwa durch wöchentliche Mitteilungen seitens des Vereins, hergestellt werden könne.“ Göbbels Anstoß war letztlich die Anregung zur Gründung der Deutschen Bauzeitung. Noch im selben Jahr wurde eine Gründungskommission gebildet, die sich aus Wilhelm Böckmann, Hermann Blankenstein, Johann Eduard Jacobsthal, Felix Sendler, Hubert Stier und Hubert Göbbels zusammensetzte. Ziel war es, unabhängig von der Zeitschrift für Bauwesen zu werden, deren Herausgeberschaft bei dem Preußischen Ministerium für Handel, Gewerbe und öffentliche Arbeiten lag und in der das frühere Vereinsorgan, das Notizblatt aufgegangen war. Denn die Zeitschrift für Bauwesen erschien nur vierteljährlich, wodurch die Vereinsmitteilungen nicht zeitnah bekannt gemacht werden konnten. Während der Gründungstag der Deutschen Bauzeitung für den 15. Dezember 1866 dokumentiert ist, erschien am 5. Januar 1867 die erste Ausgabe unter dem Titel Wochenblatt, herausgegeben von Mitgliedern des Architekten-Vereins zu Berlin. Mit Jahresende erschien das neue Vereinsorgan in einer Auflage von 3000 Exemplaren, ab 1868 trug es den Titel Deutsche Bauzeitung. Der Verlag wurde 1879 durch Ernst Toeche übernommen.
Später sind in der Deutschen Bauzeitung die Zeitschriften Die Bauzeitung, Der Deutsche Baumeister und baukunst und werkform aufgegangen. Die Bauzeitung ihrerseits erschien in den 1930er Jahren mit dem Untertitel „vereinigt mit Süddeutsche Bauzeitung München, Süddeutsche Baugewerks-Zeitung, Deutscher Bauten-Nachweis Stuttgart“.
Aktuell ist die Deutsche Bauzeitung ein neunmal im Jahr erscheinendes Abonnements-Periodikum, die IVW-geprüfte verkaufte Auflage beträgt 11.394 Exemplare (Stand: März 2024). Die Zeitschrift wird vom Konradin Verlag in Leinfelden-Echterdingen verlegt. 2013 wurde die Fachzeitschrift Metamorphose, Bauen im Bestand in die Printausgabe integriert und erscheint viermal jährlich als Thementeil „Bauen im Bestand“.
Chefredakteur ist seit Januar 2023 Emre Onur.

## Autoren
Jürgen Tietz, Falk Jaeger, Christoph Gunßer, Wolfgang Pehnt, Jan Knippers, Ira Mazzoni, Hubertus Adam, Rudolf Skoda, Annette Menting, Heinrich Wefing, Fritz Wenzel, Heide Schwochow, Ursula Baus, Rainer Oswald, Curt Siegel, Hildegard Schirmacher, Dieter Bartetzko, Lothar Schätzl, Ernst Treitl, Wilfried Dechau (ehemaliger Chefredakteur).

## Themen
Die db deutsche bauzeitung befasst sich neben der Architektur und dem Ingenieurbau auch mit Innenarchitektur, Design, Innenausbau, Architekturkritik, Baukultur, Bautenschutz und Bausanierung. Zum Zielpublikum gehören Architekten, Planer, Bauingenieure in allen Branchen, Hochbauämter, Bau- und Siedlungsgesellschaften, Hochbauunternehmen und Fachingenieurbüros.